# Ermenonville
Ermenonville là một xã thuộc tỉnh Oise trong vùng Hauts-de-France tây bắc nước Pháp. Xã này nằm ở khu vực có độ cao trung bình 92 mét trên mực nước biển.
Ermenonville nổi tiếng với Jean-Jacques Rousseau.
Vườn tại Ermenonville đã là một trong những kiểu mẫu đẹp nhất của vườn phong cảnh Pháp.